# Естопа
Естопа (на испански: Estopa) е дует от Испания, изпълняващ каталунска румба и рок.
Създаден е през 1999 от братята Давид Муньос (вокал) и Хосе Муньос (китара). Дуетът произлиза от Корнея, Барселона, а семейството им е от Естремадура.

## История
С уникалната смесица от стилове, които вплитат в музиката си – фламенко, румба, рок и т.нар. уличен звук, постигат огромни успехи първо в Испания, а после и в Латинска Америка. Продават 1 800 000 броя от първия си албум, след който следват още 4 албума. На 18 февруари 2008 г. излиза и 6-ият пореден албум на дуета.